# Antocha microcera
Antocha microcera är en tvåvingeart som beskrevs av Alexander 1974. Antocha microcera ingår i släktet Antocha och familjen småharkrankar. Inga underarter finns listade i Catalogue of Life.